# Steuerhilfsperson
Steuerhilfspersonen sind natürliche Personen, die von den Finanzbehörden bestellt werden können, um gemäß § 217 Abgabenordnung (AO) Tatsachen, die zoll- oder verbrauchsteuerrechtlich erheblich sind, festzustellen. Steuerhilfspersonen dürfen vom Ergebnis der Feststellung nicht selbst betroffen werden, d. h. keinen eigenen Vorteil aus den getätigten Feststellungen ziehen.
Mit der Bestellung wird die Person zum Amtsträger im Sinne von § 7 Nr. 3 AO. Anders als ein Beauftragter gem. § 214 AO braucht die Steuerhilfsperson nicht dem Betrieb oder Unternehmen des Steuerpflichtigen anzugehören, sondern kann eine betriebsfremde Person wie z. B. ein Speditionsmitarbeiter oder ein Lotse sein.

## Zweck der Bestellung
Die Abgabenordnung verwendet den Rechtsbegriff der Bestellung, was mit Zulassung identisch ist. Aus dem Begriff der Bestellung ist grundsätzlich nicht zu folgern, dass Steuerhilfspersonen auch von Amts wegen bestellt werden können. Oft geht ihrer Bestellung ein Antrag des Steuerpflichtigen voraus.
Der Einsatz von Steuerhilfspersonen dient vorrangig der Verwaltungsökonomie. Die Verwaltung nützt die Tatsache, dass verwaltungsfremde Personen ohnehin Feststellungen treffen müssen, die für betriebliche Zwecke erforderlich sind (z. B. die Untersuchung einer Ware auf Mängel, um die Mängelhaftung geltend machen zu können, oder die Überprüfung des Gewichts oder der Menge
einer Ware). Steuerhilfspersonen können darüber hinaus helfen, Mehrarbeit aufzufangen infolge z. B. neu übertragener Aufgaben. Insbesondere lassen sich durch die Bestellung von Steuerhilfspersonen Zollabfertigungen außerhalb der Öffnungszeiten oder außerhalb des Amtsplatzes minimieren.
Die Bestellung von Steuerhilfspersonen bedeutet auch für Unternehmen und Betriebe eine erhebliche Vergünstigung. Sei es, dass bei Abfertigungen am Amtsplatz Zeit erspart wird, weil der Abfertigungsbeamte die Menge oder das Gewicht nicht mehr selbst feststellen muss, weil Menge und/oder Gewicht bereits beim Verkäufer im Drittland (z. B. der Schweiz) durch den Käufer festgestellt wurden. Sei es, dass bei Abfertigungen außerhalb des Amtsplatzes, also im Betrieb, der Abfertigungsbeamte erst gar nicht erscheint oder nur stichprobenweise prüft, was Zeit und Kosten (Abfertigungsgebühren) spart.

## Aufgaben und Personenkreis
Steuerhilfsperson sind nicht Vertreter des Steuerpflichtigen zur Erfüllung diesem obliegender steuerlicher Pflichten wie die Beauftragten nach § 214 AO, sondern unterstützen die Finanzverwaltung bei der Feststellung steuerlich erheblicher Tatsachen. Die Bewertung der festgestellten Tatsachen darf hingegen nicht von den Steuerhilfspersonen vorgenommen werden. Diese Aufgabe obliegt der Finanzverwaltung.
Tatsachen, die zoll- und verbrauchsteuerrechtlich erheblich sind, sind etwa feststehende Merkmale wie z. B. die Menge in Form von Zahl und/oder Gewicht, die Bezeichnung der Ware, ihr Inhalt, aber auch ihre Art und Beschaffenheit, ihre Gattung oder das Feststellen ihres Fett-, Wasser- und/oder Saccharosegehalts, oder ob z. B. bei Fleisch Vorder- oder Hinterviertel vorliegen, welche Schnittart gegeben ist, wie viele Rippen vorhanden sind usw., oder ob es sich bei Milch um Frischmilch handelt, die weder eingedickt noch gezuckert ist, oder welche Knotenzahl z. B. Teppiche haben.
Für das Feststellen von Tatsachen im obigen Sinne kommt grundsätzlich jede Person in Betracht. Dies kann auch eine Person sein, die nicht im Betrieb des Zollbeteiligten tätig ist. Als Beispiele seien genannt Laboranten, Molkerei-, Metzger- oder Wiegemeister. Diese Personen müssen für die Aufgaben, die ihnen übertragen werden sollen, qualifiziert sein. Sie müssen über entsprechende Fähigkeiten und warenkundliche Kenntnisse, also eine entsprechende Sachkunde verfügen. Sie müssen insbesondere die Waren mit allen für die Einordnung in den Zolltarif oder die Marktordnungswarenliste erforderlichen Merkmalen ansprechen können, vor allem bei Gattungsfeststellungen. Übertriebene Anforderungen an die Qualifikation sind aber nicht zu stellen.
Auf jeden Fall müssen zukünftige Steuerhilfspersonen als zuverlässig gelten. An ihrer Gewissenhaftigkeit und Genauigkeit dürfen keine Zweifel bestehen. Die Zuverlässigkeit wird sich in der Regel aus den Antragsunterlagen oder aus eigenen Erkenntnissen der Zollstelle über die betrieblichen Verhältnisse des Antragstellers ergeben. Gegebenenfalls ist ein Auszug aus dem Strafregister oder ein polizeiliches Führungszeugnis anzufordern. Die zukünftigen Steuerhilfspersonen dürfen auf keinen Fall wegen Steuerdelikten, Eigentums- und/oder Vermögensdelikten, insbesondere Subventionsbetrug vorbestraft sein. Auch der Betrieb, der die Bestellung einer Steuerhilfsperson beantragt, muss als zuverlässig gelten. Wo der Zoll bereits eine Betriebsprüfung durchgeführt hat, dürfte die Frage beantwortet sein.

## Bestellung
Ermächtigungsgrundlage für die Bestellung von Steuerhilfspersonen ist § 217 AO. Die Bestellung erfolgt durch das Hauptzollamt.
Die Bestellung von Steuerhilfspersonen ist grundsätzlich als Verwaltungsakt zu qualifizieren. Dessen Legaldefinition ergibt sich aus § 118 AO, dessen Voraussetzungen ohne weiteres erfüllt sind. Lediglich bei dem Merkmal der „unmittelbaren Rechtswirkung nach außen“ könnte man Zweifel haben, worin diese besteht. Diese besteht darin, dass nach Wirksamwerden der Zulassung die Feststellungen der Steuerhilfspersonen als amtliche Feststellungen gelten.
Juristisch liegt ein mitwirkungsbedürftiger Verwaltungsakt vor. Eine Bestellung gegen den Willen des Betroffenen ist nicht möglich und kann gegebenenfalls mit Einspruch angefochten werden.
Die Bestellungsverfügung muss folgende Mindestangaben enthalten:
- Die Beschreibung der Aufgaben, die der Steuerhilfsperson übertragen sind,
- die Auflagen gegenüber dem Antragsteller,
- eine Belehrung bezüglich unzulässiger Einflussnahme,
- ein Vorbehalt zur gänzlichen oder stichprobenweisen Überprüfung der Tätigkeit der Steuerhilfsperson im Einzelfall
- einen Hinweis, dass die Steuerhilfsperson nur die Tatsachen bescheinigen darf, die sie selbst festgestellt hat sowie
- eine Rechtsbehelfsbelehrung.

Die Niederschrift über die Verpflichtung der Steuerhilfsperson erfolgt auf dem amtlichen Vordruck.

## Auflagen und Überwachung
Die Bestellung zur Steuerhilfsperson erfolgt unter Widerrufsvorbehalt, damit sie gem. § 131 Abs. 2 Nr. 1, § 120 Abs. 2 Nr. 3 AO bei missbräuchlicher Ausübung der Tätigkeit widerrufen werden kann.
Die Feststellungen von Steuerhilfspersonen stehen unter dem Vorbehalt der gänzlichen oder stichprobenweise Überprüfung durch das Hauptzollamt.
Bei Verletzung der ihr übertragenen Pflichten kann eine Steuerhilfsperson wegen Verletzung der Verschwiegenheitspflicht (§ 203, § 204 StGB), Vorteilsannahme (§ 331 StGB), Bestechlichkeit (§ 332 StGB), Falschbeurkundung im Amt (§ 348 StGB) oder Verletzung des Steuergeheimnisses (§ 355 StGB) bestraft werden.
Die Steuerhilfsperson haftet nur im Fall einer mit Strafe bedrohten Amts- oder Dienstpflichtverletzung (§ 32 AO). Disziplinarmaßnahmen sind keine Strafen im Sinne der Vorschrift.